# Yang Xuanzhi
Yang Xuanzhi (楊衒之 / 杨炫之) war ein chinesischer Prosaautor und Übersetzer von Texten des Mahayana-Buddhismus ins Chinesische. Er lebte im 6. Jahrhundert in der Zeit der Nördlichen Wei-Dynastie. Er ist Verfasser des berühmten Werks Luoyang qielan ji (洛陽伽藍記 / 洛阳伽蓝记 – „Bericht über die buddhistischen Klöster in Luoyang“).